# Harry Ferguson

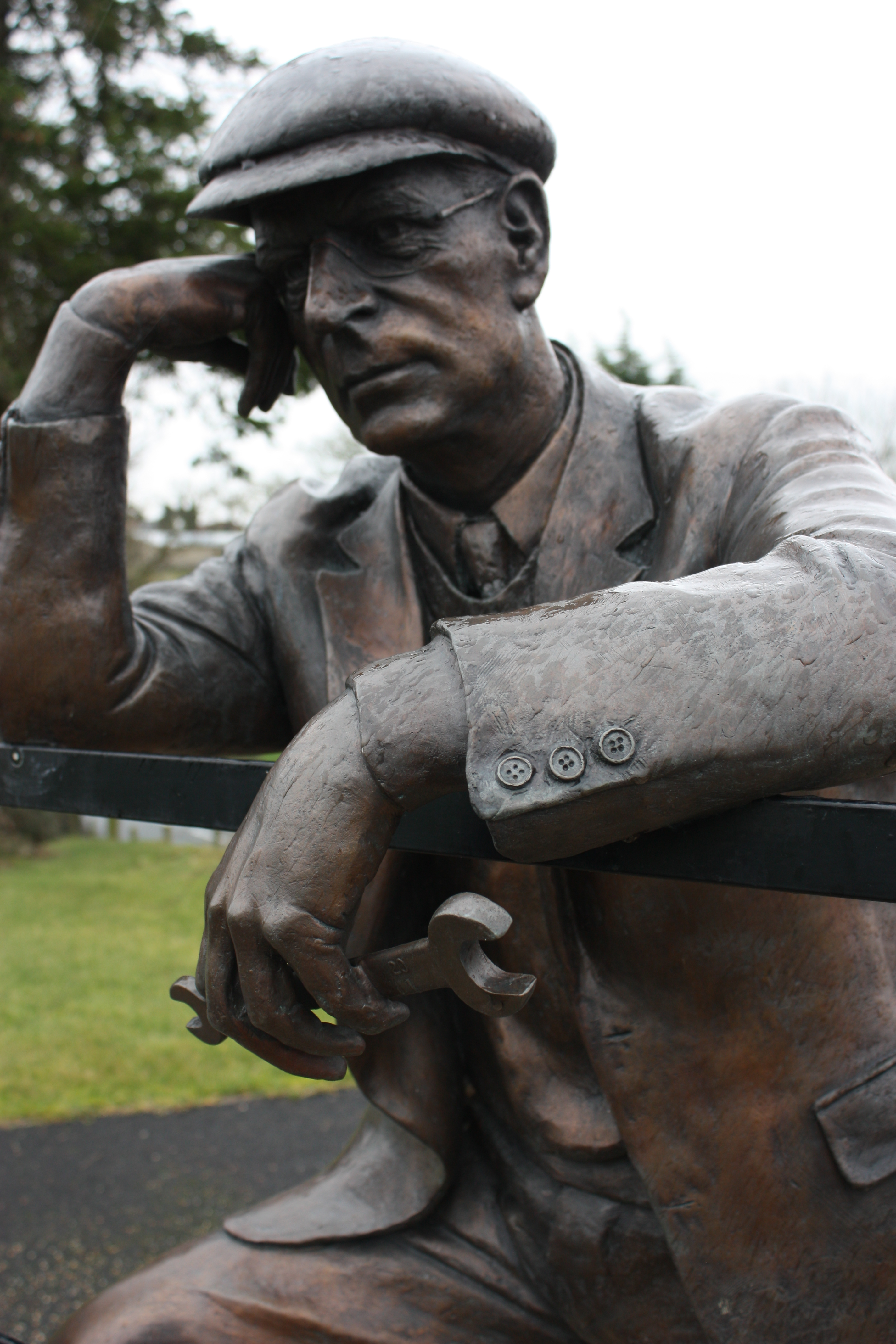
Harry Ferguson

Henry George "Harry" Ferguson (Growell, County Down, 4 november 1884 – Stow-on-the-Wold, 25 oktober 1960) was een Ierse uitvinder. Hij speelde een belangrijke rol in de ontwikkeling van de moderne landbouwtractor na de Tweede Wereldoorlog. Hij werd daarnaast bekend als de eerste Ier die zijn eigen vliegtuig bouwde en ermee vloog, en vanwege het ontwikkelen van de eerste Formule 1-wagen met vierwielaandrijving, de Ferguson P99. Zijn naam leeft voort in het bedrijf Massey Ferguson.
Ferguson bedacht de driepuntsophanging met automatische diepteregeling voor landbouwwerktuigen achter een tractor, aanvankelijk voor de ploeg. Door dat systeem werd het werken met een tractor veel veiliger. Naderhand werd het ook voor andere werktuigen toegepast, waarmee het werken vooral efficiënter werd. Het systeem is inmiddels standaard op alle tractoren. Ferguson ging een aantal samenwerkingsverbanden aan, onder meer met Henry Ford. Daardoor kwam de tractor met het fergusonsysteem beschikbaar voor miljoenen agrariërs. Het categorieënsysteem dat vandaag nog steeds in de landbouw gebruikt wordt om de diameter van de werktuigpen te bepalen is ook op het Ferguson systeem gebaseerd (categorie 1 stemt overeen met de oorspronkelijke diameter die door Harry Ferguson gebruikt is voor zijn werktuigen). 

## Biografie
Harry Ferguson werd geboren in Growell bij Dromore, County Down, Noord-Ierland, als vierde van elf kinderen. Zoals gebruikelijk in die tijd hielp hij jong mee op het familiebedrijf. Deze ervaringen kon hij later goed gebruiken om verbeteringen te vinden voor het werk in de landbouw. Op 18-jarige leeftijd, in 1902, startte hij met zijn broer een bedrijfje dat fietsen en auto's repareerde. In de avond deed hij een technische opleiding. In 1904 begon hij te racen met motoren, ook om reclame te maken voor het bedrijf. Ondertussen ontwikkelde hij een belangstelling voor vliegtuigen, in het bijzonder voor het vliegtuig van de gebroeders Wright en bezocht hij frequent luchtshows in binnen- en buitenland, onder andere in Blackpool en Reims. De gebroeders Wright maakten de eerste gemotoriseerde en bemande vlucht. Hij wist zijn broer te overtuigen dat ze een poging moesten wagen om een vliegtuig te bouwen in hun werkplaats in Belfast. Hiervoor gebruikte ze Harry's eigen notities. Na vele veranderingen en verbeteringen transporteerden ze hun vliegtuig op een aanhangwagen door Belfast naar Hillsborough Park voor een eerste vliegpoging. Er waren echter problemen met de propeller en de eerste vlucht mislukte. Na bijna een week vertraging vanwege slecht weer lukte het Harry om op te stijgen op 31 december 1909. Het was de allereerste vlucht boven Ierland, wat in die tijd een arm land was. In 1913 trouwde hij en daardoor stopte hij met vliegen en richtte zich weer volledig op het racen met motoren.

## Landbouwtechniek

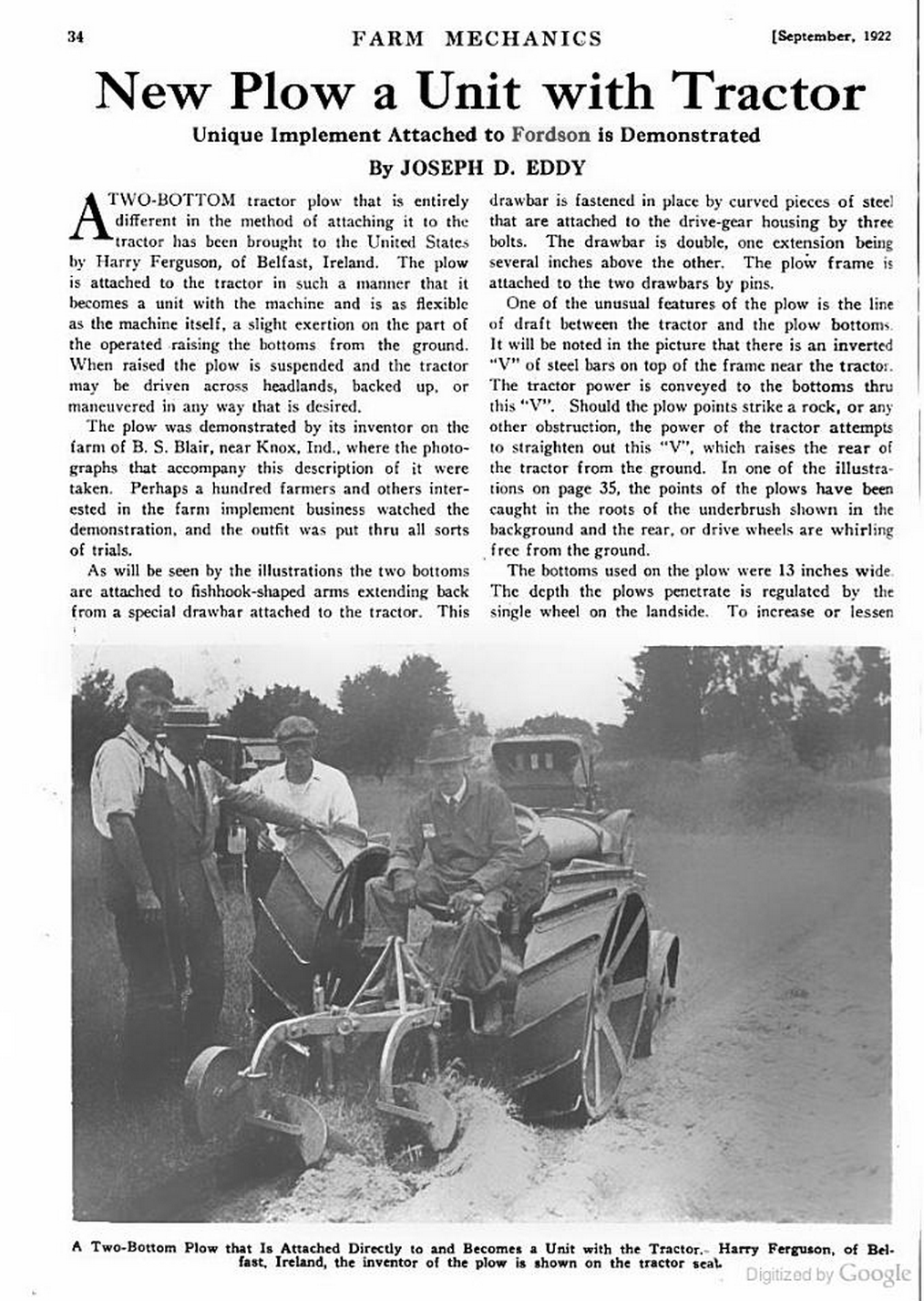
Een artikel uit een tijdschrift dat het Fergusonsysteem laat zien en beschrijft zoals het er in 1922 uitzag.

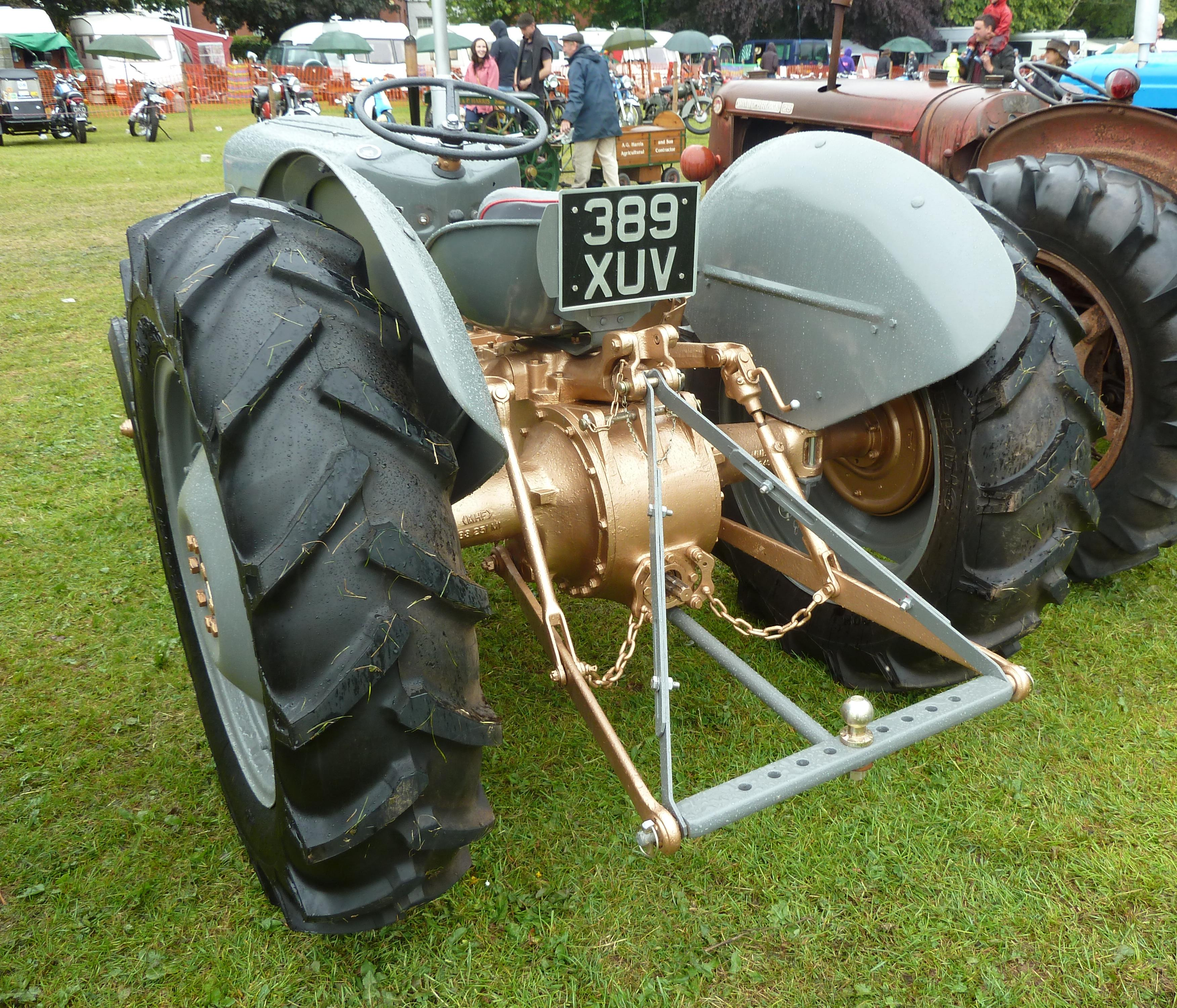
Fergusonsysteem op een tractor

Na ruzie met zijn broer over de veiligheid en de toekomst van de luchtvaart besloot Harry Ferguson in 1911 zelf een bedrijf op te richten. Zijn bedrijf verkocht Maxwell, Star en Vauxhall-auto's en Overtime-tractoren.
In de Eerste Wereldoorlog gaf Ferguson in opdracht van de Irish Board of Agriculture les in het omgaan met een tractor aan boeren. Door een serie dodelijke ongelukken met een combinatie van tractor en ploeg die scharnierend met elkaar verbonden waren, zag hij de zwakte in van de aparte geleding van tractor en ploeg. Als de ploegschaar in de grond bleef steken, reden de achterwielen van de tractor door, kwam de neus omhoog, en dus klapt de tractor achterover. Dan wordt de berijder tussen de tractor en de ploeg geplet. Dus ontwikkelde hij een ploeg die vast bevestigd kon worden aan een Ford Model T, de meest verkochte auto van die tijd in de Verenigde Staten. Zijn ploeg was een beperkt succes. Hij moest onder andere concurreren met het Model F van Fordson. Door zijn uitvinding, het three-point linkage oftewel het Fergusonmechanisme, kon de tractor niet meer achteroverslaan. Een ander voordeel was dat met een lichtere tractor hetzelfde werk uitgevoerd kon worden. De productie bedroeg 1300 tractors in drie jaar. Door meningsverschillen over het design van de tractoren eindigde de samenwerking. Ferguson combineerde deze koppeling met een nieuw hydraulisch systeem waar hij in 1926 patent op kreeg. Na enkele valse starts richtte hij Ferguson-Sherman Inc. op, samen met Eber en George Sherman. Het nieuwe bedrijf produceerde de Fergusonploeg in combinatie met een vaste bevestiging. Na jaren van ontwikkeling was het uiteindelijke resultaat de Ferguson Brown, die in mei 1936 door de tandwielfabrikant David Brown Ltd gebouwd werd op basis van het prototype Ferguson Black, die nu nog te zien is in het Science Museum in Londen.
Harry Ferguson besluit dan om Henry Ford te overtuigen om zijn tractor in productie te nemen, na een demonstratie op Fords landgoed wordt besloten dat Ford de tractoren zal bouwen met het Ferguson systeem en Ferguson zorgt voor de verkoop en de werktuigen. De afspraak tussen de twee heren werd bezegeld door het schudden van elkaars hand en ging de geschiedenisboeken in als de "handshake agreement" . Dit resulteert in 1939 tot de geboorte van de Ford 9N die een groot succes zal kennen in de VS, door het uitbreken van de Tweede Wereldoorlog is deze nooit in Europa verkocht.
Na de oorlog in 1946 begint Ferguson de productie van zijn eigen trekker in Coventry, Engeland nadat er onenigheid was ontstaan tussen Ferguson en Fords kleinzoon. De Ferguson TE 20 (Tractor England 20 pk) zal een ongekend succes blijken en meer dan half miljoen exemplaren zijn wereldwijd verkocht! Het model dat voor de Amerikaanse markt gebouwd werd, de TO (Tractor Overseas) zal wederom bij de Amerikaanse boeren in goede aard vallen waardoor er niet minder dan 300.000 exemplaren verkocht werden. 